# Дондуковский район
Дондуковский район — административно-территориальная единица в составе Юго-Восточной области и Северо-Кавказского края, существовавшая в 1924—1928 годах. Центр — станица Дондуковская.
Дондуковский район был образован 19 июля 1924 года в составе Майкопского округа Юго-Восточной области. 16 октября 1924 года Юго-Восточная область была преобразована в Северо-Кавказский край.
К началу 1925 года в Дондуковский район входили 5 сельсоветов: Гиагинский, Дондуковский, Сергиевский, Сухая Балка и Унароковский.
29 фефраля 1928 года Дондуковский район был упразднён. При этом Унароковский с/с был передан в Лабинский район, а остальная территория — в Майкопский район.